# Amtsgericht Neuhof
Das Amtsgericht Neuhof (bis 1867 Justizamt Neuhof) war ein von 1822 bis 1943, als Zweigstelle bis 2004 bestehendes Gericht der ordentlichen Gerichtsbarkeit mit Sitz in Neuhof (bei Fulda).

## Geschichte
Im Zuge der mit Wirkung vom 1. Januar 1822 erfolgten Trennung von Justiz und Verwaltung im Kurfürstentum Hessen wurde aus dem bisherigen Amt Neuhof, das bis dahin sowohl Verwaltungsbehörde als auch erstinstanzliches Gericht war, unter Abtretung der Orte Kerzell, Löschenrod und Ziegel an den Bezirk des neu geschaffenen Landgerichts Fulda das ausschließlich für die Rechtsprechung zuständige Justizamt Neuhof gebildet. Der Bezirk des Justizamts setzte sich somit aus den Orten Neuhof, Büchenberg, Buchenrod, Döllbach, Dorfborn, Eichenried mit Veitsteinbach, Flieden, Hattenhof, Höf und Haid, Kauppen, Magdlos, Mittelkalbach, Niederkalbach, Rommerz, Rothemann, Rückers, Schweben, Stork, Tiefengruben, Weidenau und Zillbach zusammen. Am 1. Januar 1837 kam dann noch der Ort Hauswurz aus dem Bezirk des Justizamts Großenlüder dazu.
Nach der preußischen Annexion Kurhessens (1866) wurde die Gerichtsverfassung neu geordnet, an die Stelle der bis dahin bestehenden Justizstellen traten Amtsgerichte in erster, Kreisgerichte in zweiter und ein Appellationsgericht in dritter Instanz. Im Zuge dessen wurde aus dem vorherigen Justizamt Neuhof das Amtsgericht Neuhof im Bezirk des Kreisgerichts Fulda.
Mit Einführung des Gerichtsverfassungsgesetz am 1. Oktober 1879 erfolgte der Wechsel in den Bezirk des neu errichteten Landgerichts Hanau, der Bezirk des Amtsgerichts Neuhof änderte sich dagegen nicht.
Im Jahre 1943 wurde das Amtsgericht zur Zweigstelle des Amtsgerichts Fulda, welche bis zu ihrer Schließung für die Gemeinden Flieden, Kalbach und Neuhof in Grundbuch-, Register- sowie Nachlaßsachen, in Angelegenheiten des Vormundschaftsgerichts, bei Kirchenaustritten und als Beratungshilfe zuständig war. Am 31. Mai 2004 wurde die Zweigstelle Neuhof des Amtsgerichts Fulda aufgelöst. Seit der Schließung der Zweigstelle werden in den Räumen der Gemeindeverwaltung Neuhof einmal im Monat Gerichtstage abgehalten.
Heute befindet sich das Gebäude nach Veräußerung in Privatbesitz und ist bewohnt.